# 神奈川県立秦野総合高等学校
神奈川県立秦野総合高等学校（かながわけんりつはだのそうごうこうとうがっこう）は、神奈川県秦野市南が丘に所在する公立の高等学校。通称は「秦総」。

## 概観
全日制普通科高校である神奈川県立秦野南が丘高等学校と神奈川県立大秦野高等学校が統合し、総合学科高校として新設される。設備は秦野南が丘高校のものを使用する。
神奈川県立の高校で唯一、天文台がある。
また、高さ8m程度のクライミングボードが野外に設置されており、これも県内で希少である。

## 設置学科
全日制課程
- 総合学科
  - グローバル教養系列　
  - 情報ビジネス系列
  - 生活デザイン系列
  - 芸術スポーツ系列

定時制課程
- 総合学科
  - 人文国際系列
  - 自然環境系列
  - 情報科学系列
  - 生活福祉系列

## 沿革
（沿革節の主要な出典は公式サイト）
- 2007年（平成19年）11月1日 - 神奈川県立秦野総合高等学校設置。
- 2008年4月1日 - 開校。

## アクセス
出典 : 
- 小田急線秦野駅より
  - 神奈川中央交通秦90で、「秦野総合高校前」下車。
  - 徒歩25分
- JR東海道線二宮駅より神奈川中央交通秦91で、「秦野総合高校前」下車。

## 部活動
- 男子バレー部は創部1年目にして春高バレー初出場を決めた。
- 女子ソフトテニス部、男女バレーボール部等関東大会、全国大会に出場した（平成21年度等）。
- 合唱部が平塚湘風高校合唱部、伊志田高校合唱部と合同で神奈川県高等学校総合文化祭合唱部門・高等学校合唱祭に出場し、第一位にあたる教育長賞を受賞。全国高等学校総合文化祭宮崎大会に出場。（平成22年度）
- 天文部、琴曲部が全国高等学校総合文化祭福島大会に出場決定。（2011年夏）

## 著名な出身者
- 三平和司（サッカー選手）
- 茂庭照幸（サッカー選手、2006 FIFAワールドカップ日本代表）
- 小林直己（陸上選手、2015年世界選手権4×400mリレー日本代表）